# Kopparslagaren
Kopparslagaren är en svensk opéra comique i en akt med libretto av Carl Envallsson och musik av Johan David Zander. Operan kom att ändras till två akter. Den framfördes 38 gånger mellan 1781 och 1784 på Eriksbergsteatern. Mellan 1784 och 1790 framfördes den 18 gånger på Munkbroteatern. Under 1808 framförde den 5 gånger på Djurgårdsteatern.

## Roller
| Roller                                                             | Sångstämma | Rollbesättning vid premiären 1781 Dirigent: |
| ------------------------------------------------------------------ | ---------- | ------------------------------------------- |
| Matths, en gammal kopparslagare                                    | bas        |                                             |
| Fiken, dels fosterbarn, eljest systerdotter, Carls älskarinna      | sopran     |                                             |
| Carl, Fikens älskling och kopparslagarlärling under namnet Zachris | bas        |                                             |
| Polisson, en löjlig sprätthök, kär i Fiken                         | tenor      |                                             |
| Fårberg, en rådman, Carls farbror                                  | bas        |                                             |
| Lisken, piga hos Matths                                            | sopran     |                                             |

## Musik
Ouvertyr i D-dur
1. Aria "Med hammar'n i min hand" (Matths)
2. Aria "Låt oss man se:" (Matths)
3. Duett "Ack, mästare!" (Zachris, Matths)
4. Aria "Du lilla Gud, som bågan har" (Carl)
5. Recitativ och Duo "Jag hela världens guld" (Fiken, Carl)
6. Kvartett "Följ med, kom fort din bof." (Fiken, Carl, Fåberg, Matths)
7. Recitativ och Aria "Mitt genomstungna bröst" (Fiken)
8. Aria (Liskens bön) "Den drift, som varje liv får känna i naturen" (Lisken, Matths)
9. Aria "Ah! Trèshumble serviteur" (Polisson)
10. Rondo "Adonis, Adonis!" (Fiken)
11. Tersett "Hans magt mot himlens liten är" (Fiken, Carl, Matths)
12. Aria "Det vanvett är på himlen klaga" (Fiken)
13. Aria "God afton, lilla vän!" (Matths)
14. Vaudeville (Fiken, Lisken, Carl, Fårberg, Matths)